# Aviary Attorney
Aviary Attorney es un videojuego de aventura con un estilo similar al de la serie Ace Attorney en el que el jugador toma el papel de Jayjay Falcon, un halcón antropomórfico que actúa de abogado defensor, investigando delitos y recopilando pruebas que serán posteriormente usadas para defender a clientes ante un tribunal.

## Jugabilidad

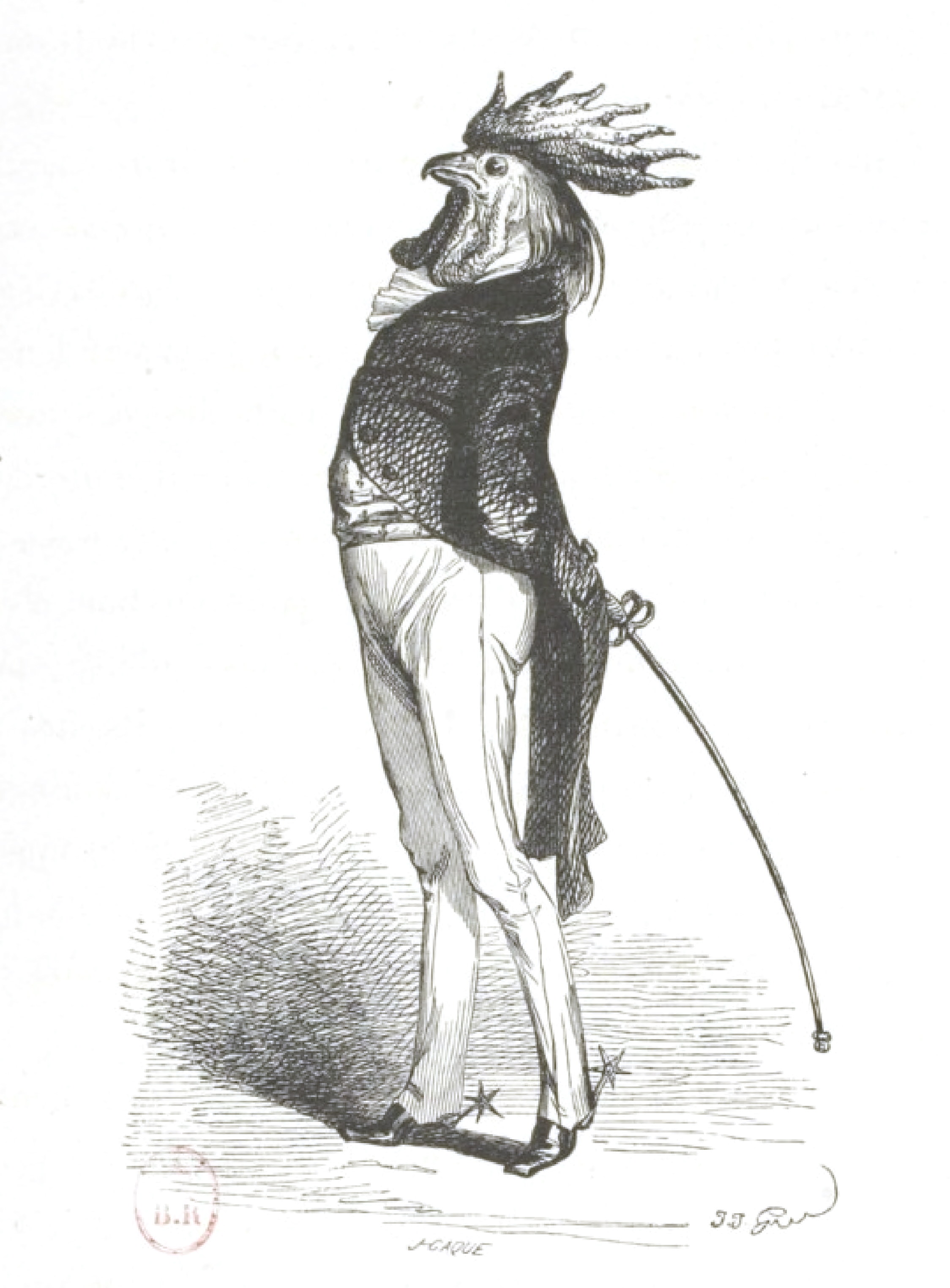
Las ilustraciones de los personajes fueron tomadas de las caricaturas por J. J. Grandville.

El juego transcurre en el año 1848 en una París habitada por animales antropomórficos. El jugador toma el papel de Jayjay Falcon, un abogado defensor quién tiene que defender una serie de clientes en tribunal. Para cada caso el jugador tiene un número limitado  de días para explorar varias ubicaciones alrededor de la ciudad de París, reuniendo pistas. El jugador entonces tiene que utilizar los resultados de su investigación durante el interrogatorio de testigos a fin de que su cliente no sea declarado culpable.
El juego hace bastante uso de obras dentro del dominio público, las ilustraciones de los personajes fueron en su mayoría tomadas de las caricaturas por J. J. Grandville, y su banda sonora incluye la música de Camille Saint-Saëns.

## Desarrollo
El juego fue desarrollado por Sketchy Logic, y  financiado a través de un Kickstarter, reuniendo £18,917 para su desarrollo en enero de 2015. Fue lanzado para Windows de Microsoft y OS X en diciembre de 2015.

## Recepción
La recepción crítica era generalmente positiva, generando una puntuación de 77/100 en sitio web de agregación de reseñas Metacritic,  Eurogamer recomendado el juego, destacando que los personajes fueron "escritos con aplomo e ingenio, ofreciendo momento que causan gran risa y revelaciones realmente excitantes". USGamer en su reseña le dio un 3.5/5, y señaló que el arte y la música fueron el "acompañamiento perfecto", pero sentía que el juego no llegó al nivel de la serie de Ace Attorney. Hardcore Gamer dio una puntuación desfavorable, 1.5/5. Citaron glitches numerosos en su lanzamiento inicial, retraso en la publicación del capítulo final, y la brevedad del juego como razones para la puntuación baja.